# Лакомманд
Лакомма́нд (фр. Lacommande) — коммуна во Франции, находится в регионе Аквитания. Департамент — Атлантические Пиренеи. Входит в состав кантона Кёр-де-Беарн. Округ коммуны — Олорон-Сент-Мари.
Код INSEE коммуны — 64299.

## География

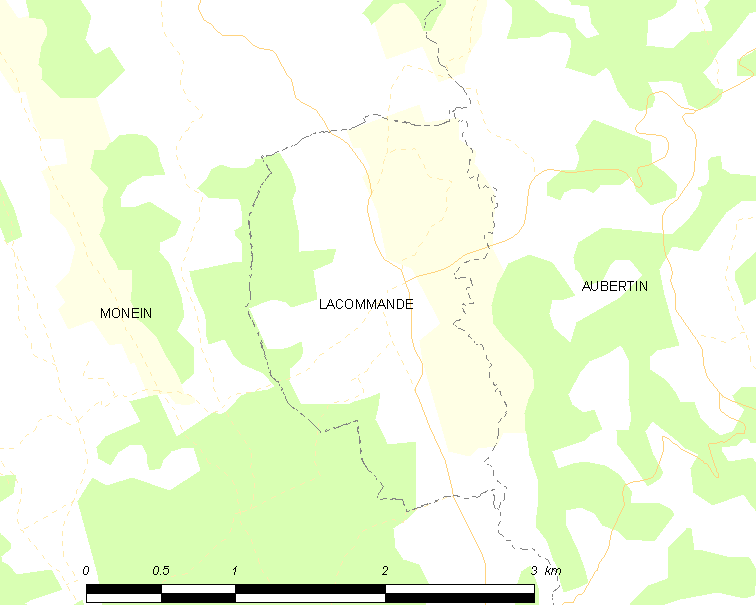
Карта коммуны

Коммуна расположена приблизительно в 660 км к югу от Парижа, в 175 км южнее Бордо, в 12 км к западу от По.
На востоке коммуны протекает река Баиз.

### Климат
Климат тёплый океанический. Зима мягкая, средняя температура января — от +5°С до +13°С, температуры ниже −10 °C бывают редко. Снег выпадает около 15 дней в году с ноября по апрель. Максимальная температура летом порядка 20-30 °C, выше 35 °C бывает очень редко. Количество осадков высокое, порядка 1100 мм в год. Характерна безветренная погода, сильные ветры очень редки.

## Население
Население коммуны на 2010 год составляло 231 человек.
| 1962 | 1968 | 1975 | 1982 | 1990 | 1999 | 2010 |
| ---- | ---- | ---- | ---- | ---- | ---- | ---- |
| 185  | 187  | 191  | 225  | 202  | 172  | 231  |

## Администрация
| Период | Период | Фамилия       | Партия       | Примечания |
| ------ | ------ | ------------- | ------------ | ---------- |
| 1959   | 1991   | Рене Ками     | Разные левые |            |
| 1991   | 2008   | Альбен Баррюэ |              |            |
| 2008   | 2020   | Поль Монто    |              |            |

## Экономика
В 2010 году среди 150 человек трудоспособного возраста (15-64 лет) 113 были экономически активными, 37 — неактивными (показатель активности — 75,3 %, в 1999 году было 73,5 %). Из 113 активных жителей работали 109 человек (50 мужчин и 59 женщин), безработныхи было 4 (2 мужчин и 2 женщины). Среди 37 неактивных 14 человек были учениками или студентами, 17 — пенсионерами, 6 были неактивными по другим причинам.

## Достопримечательности
- Церковь Св. Власия (XII век). Исторический памятник с 1962 года[4]
- Бывшее комтурство (XII век). Исторический памятник с 1962 года[5]

## Фотогалерея

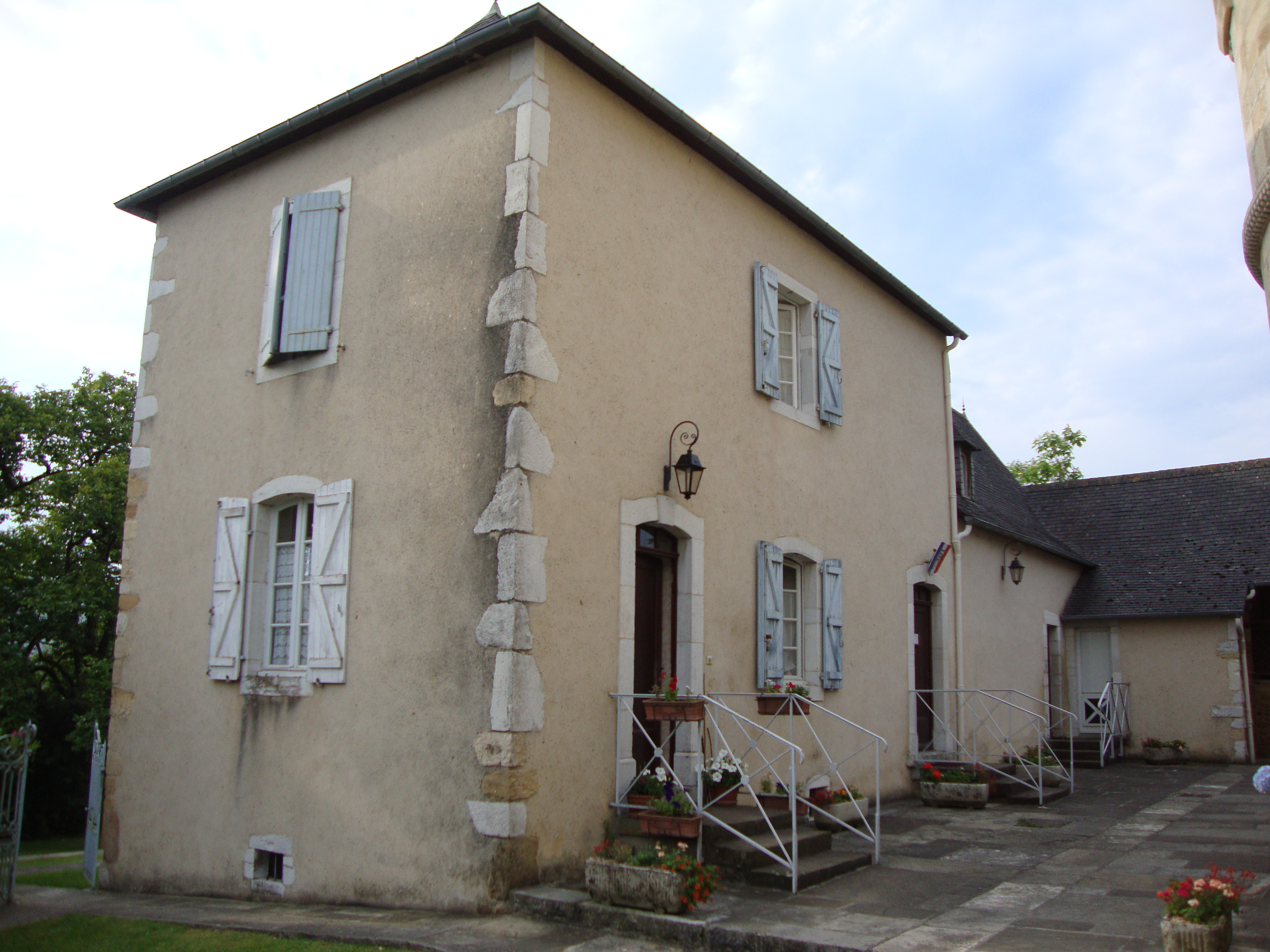
Мэрия
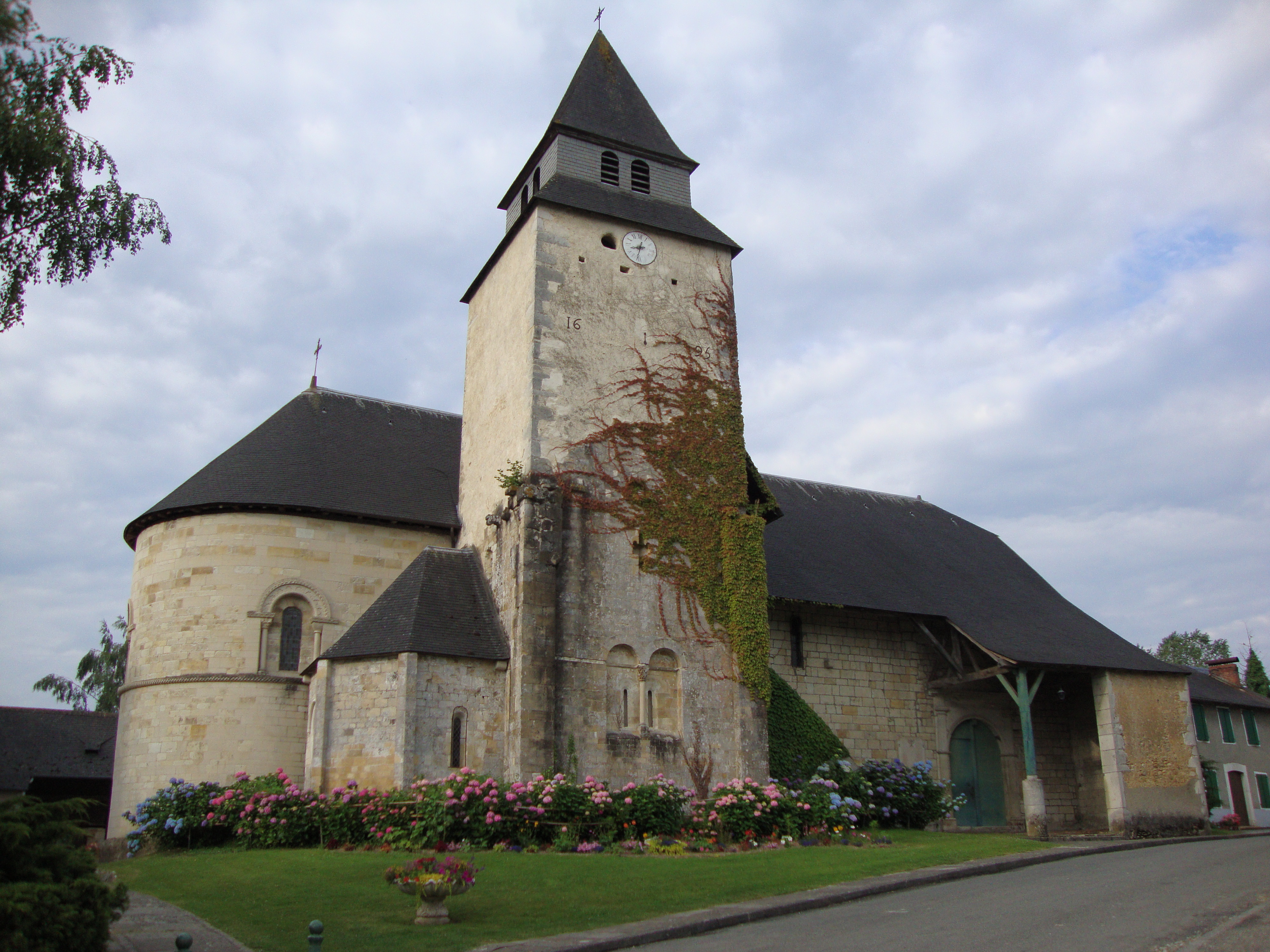
Церковь Св. Власия
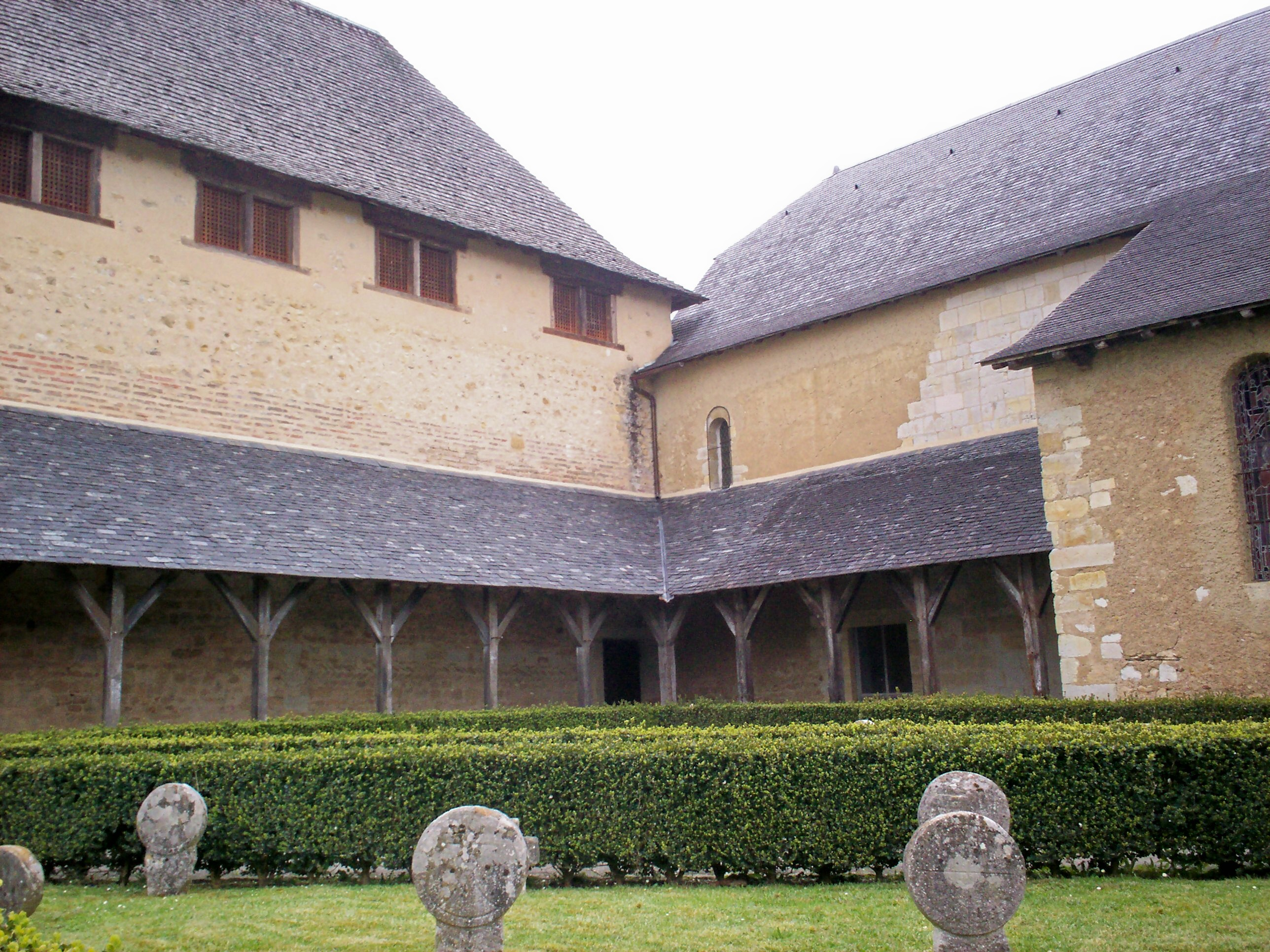
Бывшее комтурство
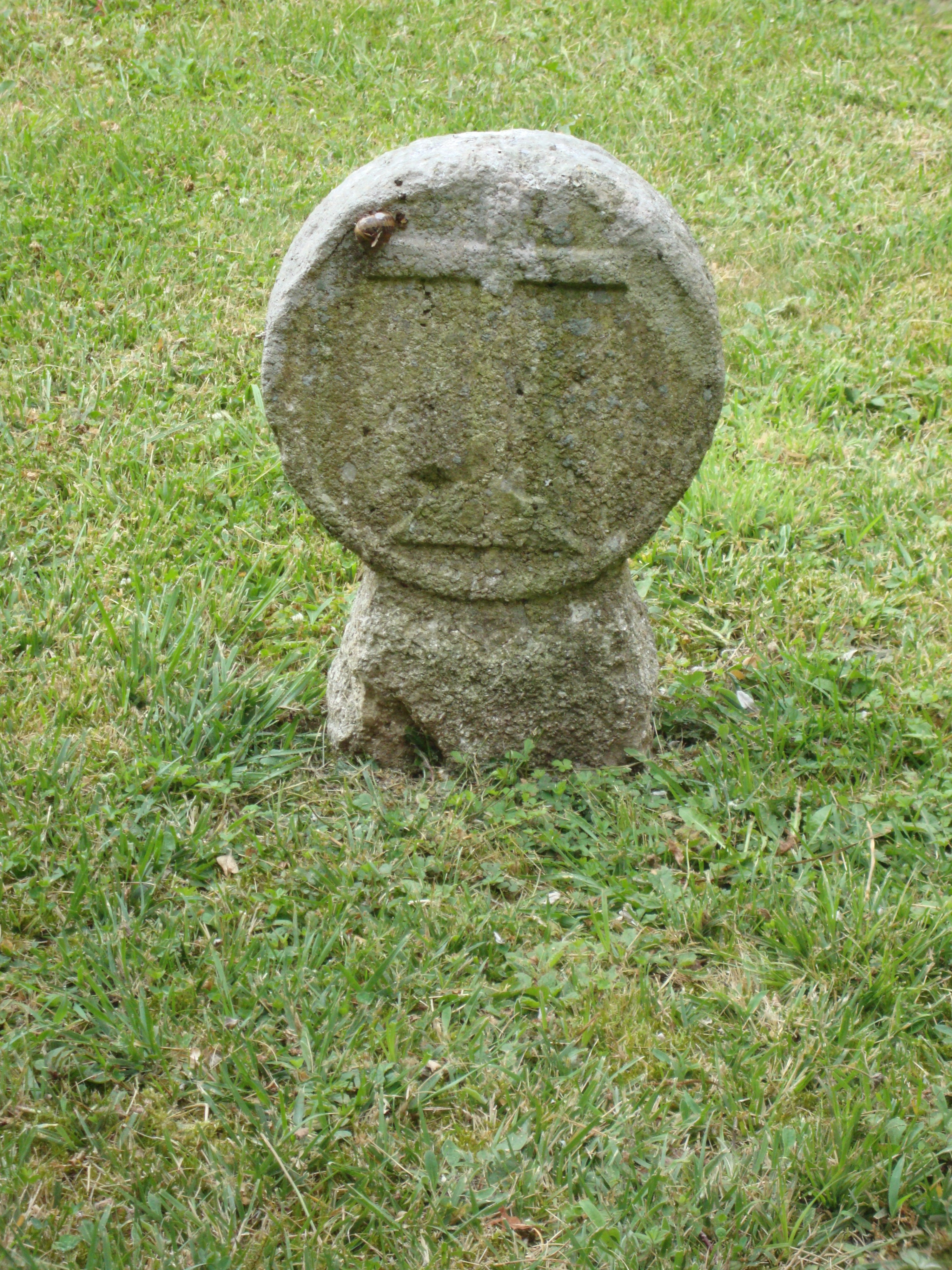
Баскская дискообразная стела
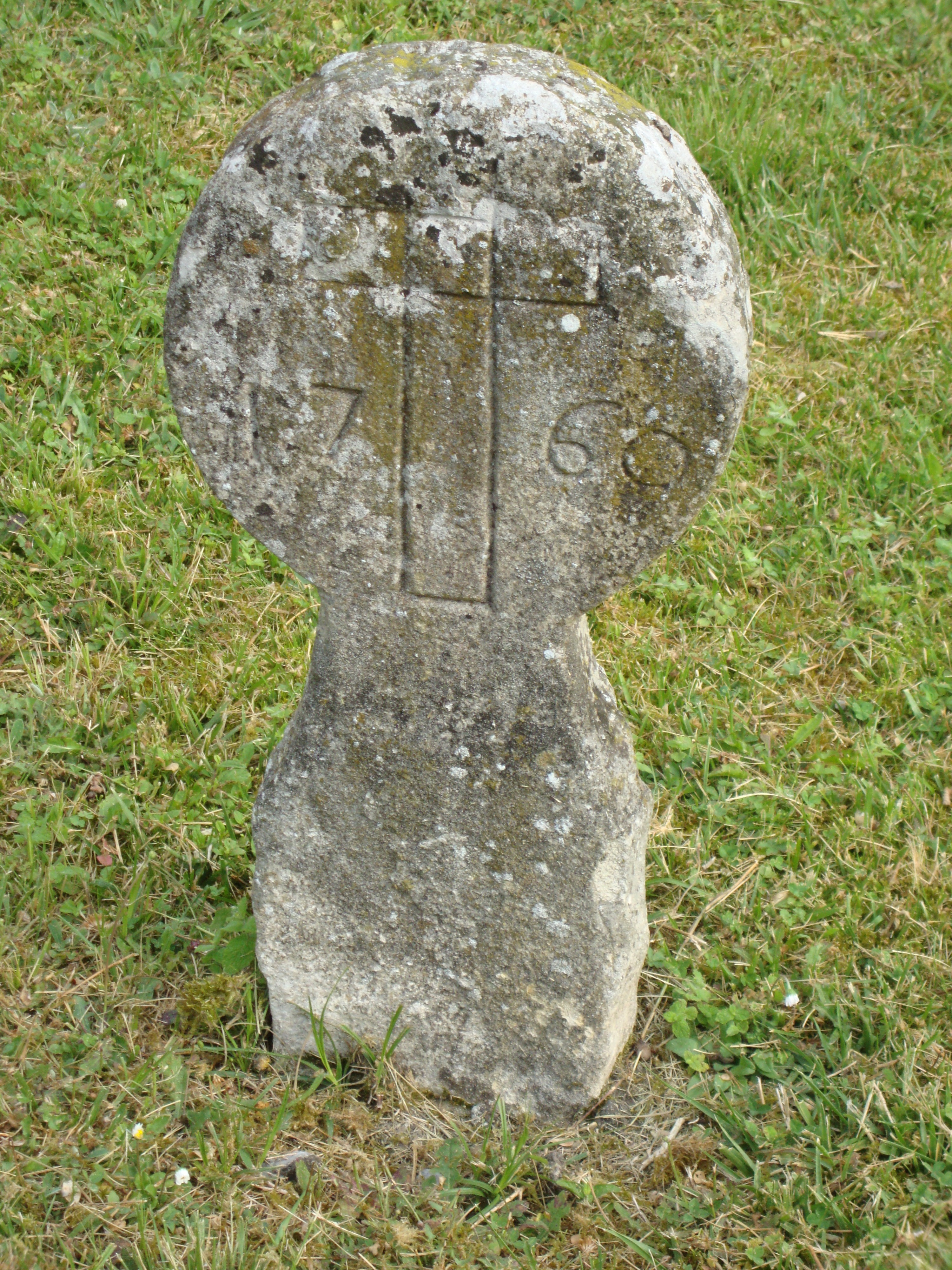
Баскская дискообразная стела
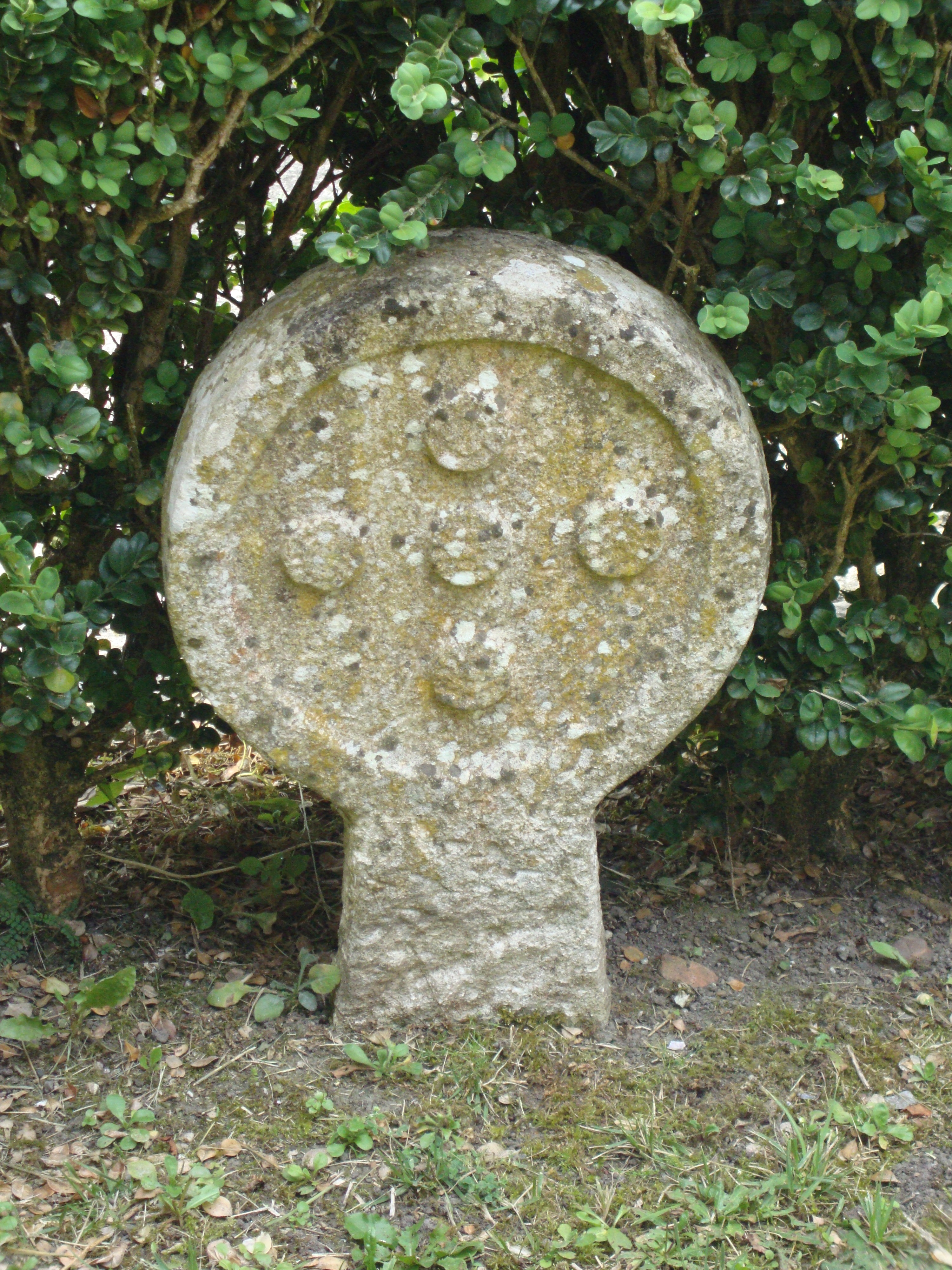
Баскская дискообразная стела